# Sowerbyella densireticulata
Sowerbyella densireticulata är en svampart som beskrevs av J. Moravec 1985. Sowerbyella densireticulata ingår i släktet Sowerbyella och familjen Pyronemataceae.  Arten är reproducerande i Sverige. Inga underarter finns listade i Catalogue of Life.